# Hardwick, South Norfolk
Hardwick är en by i civil parish Shelton and Hardwick, i distriktet South Norfolk, i grevskapet Norfolk i England. Byn är belägen 4 km från Long Stratton. Hardwick var en civil parish fram till 1935 när blev den en del av Shelton. Civil parish hade 157 invånare år 1931. Byn nämndes i Domedagsboken (Domesday Book) år 1086, och kallades då Herdeuuic/du(uu)ic/Hierduic.